# Sine Plambech
Sine Plambech (født 1975) er en dansk antropolog, forfatter og filminstruktør.
Hun er Seniorforsker, PhD ved Dansk Institut for Internationale Studier (DIIS) og har været gæsteprofessor på Yale University, London School of Economics og Columbia University, Barnard College i New York.
Sine Plambech er sammen med Janus Metz manuskriptforfatter og instruktør på TV-filmene Fra Thailand til Thy og Fra Thy til Thailand, samt biograffilmen Hjertelandet.
Sine Plambechs forskning er udgivet i internationale tidsskrifter, aviser og antologier.

## Forskning og feltarbejde
Sine Plambechs primære forskningsområder er irregulær migration, sexarbejde og trafficking, deportation og humanitarisme. Siden 2004 har hun beskæftiget sig med thailandske kvinders migration til Europa, og har i den sammenhæng skrevet artikler og produceret film om ægteskabsmigration, global omsorgsøkonomi, sexarbejde og menneskehandel. Hun har lavet flere længerevarende etnografiske feltarbejder i den Nordøstlige del af Thailand, Isaan.
Siden 2009 har Sine Plambech forsket i nigerianske kvinders liv før, under og efter deres forsøg på at migrere til Europa. Hun har udført feltarbejde i Nigeria, Italien, og Danmark, hvor hun har undersøgt kvindernes oplevelser med den europæiske sexindustri og immigrationskontrol samt deres liv efter at være deporterede til Nigeria.
I en dansk sammenhæng har Sine Plambech deltaget aktivt i offentlige debatter om menneskehandel, prostitution og migration og har argumenteret for et mere nuanceret perspektiv end hvad der oftest fremstilles i medier.

## Bøger
Global sex - Hvad sexarbejdere ved om kærlighed og kapitalisme udkom november 2023. 

## Film
Siden 2007 har Sine Plambech lavet 5 prisvindende dokumentarfilm, hvoraf hun har instrueret to. På filmene 'Fra Thailand til Thy' (2007) og 'Fra Thy til Thailand' (2008) arbejdede hun sammen med filminstruktør Janus Metz Pedersen. Filmene skildrer en række familier, der på forskellig vis er påvirket af ægteskabsmigration mellem Thailand og Danmark. De to film, samt dokumentaren 'Mission Kvindehandel' som Sine Plambech instruerede, blev vist på DR1.
I 2014 instruerede Sine Plambech dokumentarfilmen 'Becky's Journey' om den unge nigerianske kvinde Becky, som forsøger at krydse Middelhavet og komme til Europa. Filmen er blevet vist ved filmfestivaler, konferencer og som undervisningsmateriale, og bragte liv i debatten om migranters nuancerede oplevelser og motiver for at rejse.

## Priser
Sine Plambech er blevet tildelt Dansk Etnografisk Forenings Formidlingspris i 2015 samt Det Frie Forskningsråds Sapere Aude-forskertalentlegat i 2015.
Hun har yderligere modtaget priser fra Statens Kunstfond og Social Science Association.
Global sex var nomineret til Politikens Litteraturpris 2023.  

## Filmografi
- Hjertelandet (2018)
- Becky's Journey (2014)
- Mission kvindehandel (2010)
- Fra Thy til Thailand (2008)
- Fra Thailand til Thy (2007)
- Nybegynder (2008)